# Sulina (Paraná)
Sulina est une ville brésilienne de l'État du Paraná. Sa population était estimée à 3,329 habitants en 2014.